# Monoloog
Een monoloog of alleenspraak is een betoog van één persoon die aan het woord is (en blijft). Monoloog komt van Grieks μόνος (monos) 'alleen', en λόγος (logos) 'woord'. 

## Theater en film
In toneelstukken komen vaak scènes voor waarbij een acteur aan het woord is zonder dat er andere acteurs op de toneelvloer aanwezig zijn. De acteur spreekt zijn gedachten dan hardop uit. Soms zijn er wel andere personen op het toneel aanwezig, maar die worden dan geacht de spreker tijdens zijn monoloog niet te horen. Een dergelijke mise en scène wordt aangeduid met "een terzijde". Wereldberoemd zijn de Shakespearemonologen van onder anderen:
- Hamlet  (met het bekende "To be, or not to be")
- Macbeth (met onder meer "Life's but a walking shadow")
- Julia in Romeo en Julia (met onder meer "What's in a name?")
- Prospero in De storm ("We are such stuff as dreams are made on")

'Monoloog' wordt in het theater daarnaast gebruikt ter aanduiding van een monodrama, een volledig toneelstuk voor slechts één acteur, bijvoorbeeld Samuel Becketts Krapp's Last Tape.
In speelfilms komen monologen weinig voor. Soms hoort men de stem van de acteur zonder dat zijn lippen bewegen. Een andere mise en scène is dat iemand een brief leest, waarbij men de stem van de schrijver van de brief hoort.

### Auditie
Kandidaten bij een auditie voor een film, toneelproductie of toneelopleiding moeten tijdens de selectie vaak een monoloog voordragen.

## Taalverwerving
De term bedtijd-monoloog wordt in de taalverwerving gebruikt voor het stadium waarbij kinderen voor het inslapen hun nieuwe taal-verworvenheden van de dag opzeggen, herhalen, en dus eigenlijk inprenten. Een soort "opslaan" van verworven vaardigheden en kennis.

## Redevoering
Tijdens een bijeenkomst betekent een monoloog dat de andere aanwezigen niet aan het woord kunnen of mogen komen. Een toespraak dus. Het is het tegengestelde van een dialoog.